# HMS Grenville (H03)
El HMS Grenville (H03) fue un destructor de la Clase G (Greyhound) de la Royal Navy que recibía su nombre en honor al Vicealmirante Sir Richard Grenville (1541-1591). Fue diseñado para servir como Flotilla Leader (líder de flotilla), por lo que era un poco más grande y más armado que los demás buques de su clase.

## Historial
Ordenado en 1933, su quilla fue puesta en grada en los astilleros Yarrow Shipbuilding Company Limited, Scotstoun  Glasgow el 29 de septiembre de 1934, fue botado el 15 de agosto de 1935 y completado el 1 de julio de 1936.
Sirvió en el Mediterráneo antes del estallido de la guerra siendo destinado en septiembre de 1939 a la 1.ª flotilla de destructores. En octubre la flotilla regresó a aguas propias para realizar labores antisubmarinas y fue desplegada en el extremo occidental del canal de la Mancha. El 7 de octubre el Grenville sufrió algunos daños estructurales en una colisión con el HMS Granada (H86) en Plymouth y fue reparado en los astilleros HM Dockyard de Devonport . En diciembre la flotilla fue transferida a Harwich , y el Grenville se reincorporó el día 3.
Durante la guerra civil española, el destructor republicano Destructor José Luis Díez, trato de cruzar el Estrecho de Gibraltar con rumbo al Mediterráneo burlando el bloqueo de los sublevados camuflado como el HMS Grenville. 
En enero de 1940 el Grenville continuó con funciones de patrulla y defensa de convoyes y fue desplegado en los intentos para interceptar el tráfico marítimo enemigo entre las costas de neerlandesas y alemanas en el Mar del Norte. Mientras regresaba de una de estas misiones el 19 de enero detonó una mina a 23 millas al este de Kentish Knock LV. Setenta y siete tripulantes murieron cuando el barco se hundió.